# レクサス・LF-FC
レクサス・LF-FC（Lexus LF-FC）は2015年に発表されたコンセプトカーである。

## 概要
LF-FCは未来の顧客の指向を想定したセダンで、次世代のフラッグシップモデルをイメージしたもの。車名のFCはフューエルセルの略。2012年にレクサスが発表したNew Chapterから次の章へと移行する、最初のデザインを採用したモデル。燃料電池技術を採用し、前輪にインホイールモーターを配置。メインのモーターは後輪を駆動することで四輪駆動となる。高出力のFCスタックをパワーコントロールユニットをエンジンルーム内に配置し、水素タンクをT字型に配置。前後の重量配分を最適なものとし、操舵性を確保している。
エクステリアは「先鋭（Leading-edge）と精妙（finesse）を二律双生（一見矛盾する事柄を調和させて新たな価値を生み出すことを意味する造語）させて新たな価値へ昇華する」という、レクサス独自のデザインフィロソフィーである「L-finness」に基づき、今までよりも大きなスピンドルグリルやY字型に広がる独自形状のテールライトなど、エレガントさとスポーティさをまとめたデザインとなっている。
インテリアは空間を上下二層に分け、上部は開放感をもたせると同時に運転に集中できる造形。下部は上質なピュアアニリン革を豊富に使用したシートを配置。さらに杢目のステアリングやドアオーナメントの縫製など、次世代のフラッグシップを示す高級感を持つデザインとなっている。

## 参照
1. ↑  https://www.webcg.net/articles/-/33473
2. ↑  https://www.as-web.jp/past/%E3%83%AC%E3%82%AF%E3%82%B5%E3%82%B9%E3%80%81%E6%AC%A1%E4%B8%96%E4%BB%A3%E6%97%97%E8%89%A6%E3%82%B3%E3%83%B3%E3%82%BB%E3%83%97%E3%83%88%E3%80%8Elf-fc%E3%80%8F%E5%88%9D%E5%85%AC%E9%96%8B
3. ↑  https://global.toyota/jp/detail/9833371
4. ↑  https://www.gqjapan.jp/car/news/20151102/128324